# Дыхало (геология)
Дыха́ло — сравнительно небольшое отверстие на поверхности земли, ведущее в подземные пусто́ты.

## Описание
В некоторых случаях через дыхало со значительной скоростью проходит воздух из-за разности давлений на поверхности и под землёй. Многочисленные дыхала встречаются, в частности, в аризонском заповеднике Вупатки, где объём воздуха пещер оценивается в более чем 200 миллионов кубических метров, а скорость потока воздуха, проходящего сквозь дыхала, достигает 48 км/ч.
Если дыхало расположено на берегу моря или океана и связанная с ним пещера имеет выход в воду на уровне воды или чуть выше него, то при определённых условиях, таких как геометрия хода, сила волнения на море, общие погодные условия и др., из отверстия дыхала под большим давлением вырываются фонтаны воды (столб воды может подниматься до 25 метров), что часто привлекает множество туристов. Подобные достопримечательности встречаются по всему миру: в Вест-Индии, Океании, на Шри-Ланке и Гавайях, в Испании (так называемые бюфоны в Астурии). Мощнейшим дыхалом такого типа считается Киама в Австралии, а второе место занимает Ла-Буфадора в Мексике.
- Киама[англ.], Австралия
- Киама
- Ла-Буфадора[англ.], Мексика
- Алофаага[англ.], о. Савайи, Самоа